# گنل انرژی
گنل انرژی (انگلیسی: Genel Energy) شرکت نفت بریتانیایی است، که در سال ۲۰۱۱ تأسیس شد.